# Walter Grasberger
Walter Grasberger (* 11. Februar 1958 in St. Pölten, Niederösterreich) ist ein österreichischer Politiker (ÖVP).

## Leben
Nach Besuch der Volksschule in Ramsau und der Hauptschule in Hainfeld absolvierte Walter Grasberger von 1972 bis 1977 die Höhere Technische Lehranstalt Francisco Josephinum in Wieselburg. Danach genoss er eine einjährige Ausbildung zum landwirtschaftlichen Berater am Bundesseminar für das landwirtschaftliche Bildungswesen in Wien.
1978 fand er Arbeit in der niederösterreichischen Landwirtschaftskammer, in der er 1984 bis zum Berater in der Bezirksvertretung des Bezirks Sankt Pölten-Land aufstieg. 1986 wurde Grasberger Geschäftsführer der Berglandmesse in St. Veit an der Gölsen.
In St. Veit wurde Grasberger auch 1992 für die ÖVP in den Gemeinderat gewählt. Ein Jahr später, im Dezember 1993, folgte seine Vereidigung als Mitglied des Bundesrats in Wien. Diesem gehörte Grasberger knapp zehn Jahre, bis April 2003, an.

## Auszeichnungen
- 2003: Großes Silbernes Ehrenzeichen für Verdienste um die Republik Österreich